# Vararia perplexa
Vararia perplexa är en svampart som beskrevs av Boidin, Lanq. & Gilles 1980. Vararia perplexa ingår i släktet Vararia och familjen Lachnocladiaceae.   Inga underarter finns listade i Catalogue of Life.